# 張昭 (実業家)
張 昭（ちょう しょう、1963年 - 2021年2月3日）は、中華人民共和国の映画プロデューサー、実業家、楽視映画創業者。

## 経歴
張昭は復旦大学を卒業し、情報科学学士と哲学修士号を取得した。1990年代初めに米国に留学し、ニューヨーク大学の映画制作学の修士号を獲得した。1996年に帰国し、上海映画グループ映画監督を務めた。2003年、張昭は光線伝媒に加盟して芸術監督を務めた。2006年、張昭は光線影業を創立した。2011年、張昭は楽視影業（現在の楽創文娯）を創立した。2021年2月3日、北京市で病気のため死去した。58歳。